# 麻雀屬
麻雀屬（學名：Passer）是雀形目雀科的一屬。大部份物種分佈在舊世界非洲及歐亞大陸南部的溫暖地區。有幾種已經適應了與人類共存，如家麻雀，使牠們的分佈地可以伸延至中東等地。家麻雀已經引進到很多地方，包括美洲、撒哈拉以南非洲及澳洲。麻雀也已被引進到澳洲及美國的密蘇里州及伊利諾伊州。
麻雀屬的巢很不整齊，通常築在灌木、喬木、樹穴、建築物或是在白鸛的巢內。牠們一次可以生8隻蛋，雙親都會負責孵化，孵化期為12-14日，雛鳥14-24日大就會換羽。
麻雀屬的體型細小，一般長10-20厘米。牠們呈褐色或灰色，往往有黑色、黃色或白色斑紋，尾巴很短，喙短而硬。牠們是獨居的，但也會組成小群，其中一些有悅耳的歌聲。
麻雀屬主要是吃種子，有時也會吃細小的昆蟲。一些如家麻雀及灰頭麻雀也會吃腐肉，絕大部分是雜食性的。

## 物種
以下是麻雀屬的物種：
- 黑頂麻雀 Passer ammodendri
- 家麻雀 Passer domesticus
- 義大利麻雀 Passer italiae
- 黑胸麻雀 Passer hispaniolensis
- 丛林麻雀 Passer pyrrhonotus
- 索馬里麻雀（英语：Passer castanopterus） Passer castanopterus
- 山麻雀 Passer rutilans
- 黃腹麻雀（英语：Passer flaveolus） Passer flaveolus
- 死海麻雀 Passer moabiticus
- 棕背麻雀（英语：Passer iagoensis） Passer iagoensis
- 棕麻雀 Passer motitensis
- 肯亞麻雀（英语：Passer rufocinctus） Passer rufocinctus
- 柯爾多凡麻雀（英语：Passer cordofanicus） Passer cordofanicus
- 雪氏麻雀（英语：Passer shelleyi） Passer shelleyi
- 索島麻雀（英语：Passer insularis） Passer insularis
- 中東麻雀（英语：Passer hemileucus） Passer hemileucus
- 南非麻雀 Passer melanurus
- 灰頭麻雀 Passer griseus
- 斯氏麻雀（英语：Passer swainsonii） Passer swainsonii
- 鸚嘴麻雀（英语：Passer gongonensis） Passer gongonensis
- 東非麻雀（英语：Passer suahelicus） Passer suahelicus
- 南非灰頭麻雀（英语：Passer diffusus） Passer diffusus
- 漠麻雀（英语：Passer simplex） Passer simplex
- 麻雀 Passer montanus
- 蘇丹金麻雀 Passer luteus
- 阿拉伯金麻雀（英语：Passer euchlorus） Passer euchlorus
- 栗麻雀 Passer eminibey

## 外部連結
- Internet Bird Collection （页面存档备份，存于）